# Grand Crêt
Grand Crêt är en kulle i Schweiz, på gränsen mot Frankrike. Den ligger i den västra delen av landet, 100 km väster om huvudstaden Bern. Toppen på Grand Crêt är 1 418 meter över havet. Grand Crêt ingår i Jurabergen.